# 恒哈图
恒哈图（图瓦语：Хүн Хүртү，英语：Huun-Huur-Tu）是一支来自俄罗斯与蒙古交界处图瓦共和国（前身为大清时期的唐努乌梁海）的乐队。他们最具特色的表演便是可在同一时间发出几种不同音频的呼麦，有时听起来似鸟鸣，有时则如笛声，有时则纯属人类的咏唱。呼麦也是图瓦人的民族骄傲。
该乐队主要使用图瓦的传统民族乐器马头琴等，然而後來也开始使用西式的现代乐器，同时，他们也与电子乐器共同演奏。

## 历史
乐队在1992年由凯加罗尔・霍瓦力克、亚历山大、塞颜巴帕两兄弟及阿尔伯特・库文津创立，同年取名为恒哈图，其主要表演图瓦传统音乐，为听众绘制出一幅干燥草原、骏马奔腾的景象。2011年9月19日，该乐队在北京举行了专场表演。